# FIBA Liga das Américas 2014
A Liga das Américas de 2014 foi a sétima edição desta competição de basquetebol organizada pela FIBA Américas. Realizada entre os dias 24 de janeiro e 22 de março de 2014, a edição foi disputada em um sistema misto, pelo qual os dezessei participantes foram divididos em quatro grupos.
Flamengo e Pinheiros protagonizaram a final, disputada no Rio de Janeiro. Na ocasião, o clube carioca conseguiu uma pequena vantagem no último quarto e conquistou seu primeiro título na história desta competição.

## Antecedentes
| Grupo | País       | Clube                 | Ref.  |
| ----- | ---------- | --------------------- | ----- |
| A     | Brasil     | Pinheiros             | [ 1 ] |
| A     | Colômbia   | Bambuqueros           | [ 1 ] |
| A     | México     | Toros de Nuevo Laredo | [ 1 ] |
| A     | Venezuela  | Cocodrilos de Caracas | [ 1 ] |
| B     | Argentina  | Lanús                 | [ 1 ] |
| B     | Brasil     | Unitri/Uberlândia     | [ 1 ] |
| B     | Porto Rico | Leones de Ponce       | [ 1 ] |
| B     | Uruguai    | Aguada                | [ 1 ] |
| C     | Argentina  | Regatas Corrientes    | [ 1 ] |
| C     | Brasil     | Lobos Brasília        | [ 1 ] |
| C     | México     | Halcones Xalapa       | [ 1 ] |
| C     | Venezuela  | Marinos de Anzoátegui | [ 1 ] |
| D     | Brasil     | Flamengo              | [ 1 ] |
| D     | Chile      | Leones de Quilpué     | [ 1 ] |
| D     | Equador    | Mavort                | [ 1 ] |
| D     | Porto Rico | Capitanes de Arecibo  | [ 1 ] |

## Eventos

### Quadrangular final
A fase final do torneio foi realizada no formato de semifinal, decisão de terceiro lugar e final, todos disputados em jogo único. No dia 11 de março, a entidade anunciou como sede a cidade do Rio de Janeiro. O local escolhido para os jogos foi o Ginásio do Maracanãzinho. Foi a primeira vez que o Brasil sediou a fase final da Liga das Américas. A candidatura do Rio foi apresentada pelo Flamengo na segunda, dia 10 de março, e concorreu com as candidaturas de Xalapa e de Montevidéu. Para viabilizar o projeto, o clube brasileiro conseguiu dois patrocínios, totalizando cerca de 600 mil reais, para custear o deslocamento das três delegações adversárias, cinco diárias, alimentação, diretorias e árbitros. Como mandante, teve a receita da bilheteria nos dois dias.
Em 21 de março, Halcones de Xalapa e Pinheiros abriram o quadrangular final. O primeiro tempo foi equilibrado, com a defesa do Halcones dificultando as ações ofensivas do Pinheiros e neutralizando o cestinha Shamell Stallworth. No entanto, o contexto mudou no segundo tempo e o clube brasileiro abriu uma vantagem de dez pontos, sustentada até o término da partida. Logo depois, Aguada e Flamengo protagonizaram um embate ríspido, que ficou marcado por faltas técnicas, antidesportivas e exclusões. Na arquibancada, a polícia precisou interferir para cessar as provocações dos torcedores uruguaios. O jogo em si começou com o Flamengo dominando as ações e colocando uma vantagem parcial de 13 pontos; contudo, o adversário reagiu e reduziu a mesma para apenas dois. Este equilíbrio acabou quando o técnico do Aguada, Javier Espindola, discutiu com a arbitragem. Ele recebeu duas faltas técnicas em sequência e foi excluído do jogo. O Flamengo então se impôs e chegou nos últimos dez minutos com quase 30 pontos de diferença. O clube brasileiro venceu por 113 a 81.
No dia seguinte, os dois últimos jogos foram realizados. Aguada e Halcones Xalapa se enfrentaram pela medalha de bronze. O clube uruguaio superou o clima hostil da torcida do Flamengo e ficou com o terceiro lugar após uma vitória por 113 a 108. Mais tarde, Flamengo e Pinheiros fizeram a final. O início do jogo foi cauteloso, com os rubro-negros procurando atuar no garrafão adversário, enquanto os visitantes optaram pelos arremessos do período. No decorrer do jogo, os clubes se alternaram na liderança do placar até o último quarto, quando o Flamengo conseguiu uma pequena vantagem que variou entre cinco e sete pontos. Este foi o primeiro título do Flamengo na história desta competição, feito conquistado de forma invicta.

## Resultados
Os resultados das partidas da competição estão apresentados nos chaveamentos abaixo.

### Quadrangular final
|  | Semifinais                   | Semifinais                   |    |                              | Final                        | Final |  |
|  |                              |                              |    |                              |                              |       |  |
|  | Rio de Janeiro - 21 de março |                              |    |                              |                              |       |  |
|  | Pinheiros                    | 85                           |    |                              |                              |       |  |
|  | Halcones Xalapa              | 72                           |    |                              |                              |       |  |
|  |                              |                              |    |                              |                              |       |  |
|  |                              |                              |    |                              | Rio de Janeiro - 22 de março |       |  |
|  |                              |                              |    |                              | Pinheiros                    | 78    |  |
|  |                              | Flamengo                     | 85 |                              |                              |       |  |
|  |                              |                              |    |                              |                              |       |  |
|  |                              |                              |    |                              |                              |       |  |
|  |                              |                              |    |                              | Terceiro lugar               |       |  |
|  | Rio de Janeiro - 21 de março | Rio de Janeiro - 21 de março |    | Rio de Janeiro - 22 de março | Rio de Janeiro - 22 de março |       |  |
|  | Flamengo                     | 113                          |    | Halcones Xalapa              | 108                          |       |  |
|  | Aguada                       | 81                           |    |                              | Aguada                       | 113   |  |